# Bettina Börgerding
Bettina Börgerding (* 31. Juli 1967) ist eine deutsche Drehbuchautorin aus Berlin.

## Leben
Bettina Börgerding studierte Germanistik, Spanisch sowie Film- und Fernsehwissenschaft an der Freien Universität Berlin. Seit den 2000er Jahren ist sie als Drehbuchautorin tätig. Ein Schwerpunkt ihrer Arbeit bilden Kinder- und Jugendfilme, so schrieb sie unter anderem die Drehbücher der Bibi-&-Tina-Kinofilmreihe ab 2014 und die Mein Lotta-Leben-Kinofilmreihe ab 2019.

## Filmografie (Auswahl)
- 2009: Frauen wollen mehr
- 2010: Sexstreik!
- 2010: Das Glück kommt unverhofft
- 2014: Bibi & Tina
- 2014: Bibi & Tina: Voll verhext!
- 2016: Bibi & Tina: Mädchen gegen Jungs
- 2017: Bibi & Tina: Tohuwabohu Total
- 2019: Mein Lotta-Leben – Alles Bingo mit Flamingo!
- 2022: Bibi & Tina: Einfach Anders
- 2022: Mein Lotta-Leben: Alles Tschaka mit Alpaka!